# Eli Roth
Eli Raphael Roth (Newton, Massachusetts, 1972. február 18. –) amerikai színész, filmrendező, forgatókönyvíró és filmproducer.
Rendezőként és filmproducerként leginkább a horrorfilmes műfajból ismert, elsőként a Kabinláz (2003) és a Motel (2005) című filmekkel szerzett hírnevet. Ezt követte a Motel 2. (2007) és a The Green Inferno (2013), majd a Kopp-kopp (2015) című erotikus thriller és a Bosszúvágy (2018) című akciófilm. Szintén 2018-ban jelent meg A végzet órája című fantasyfilmje.
Színészként feltűnt Quentin Tarantino Grindhouse – Halálbiztos (2007) és Becstelen brigantyk (2009) című filmjeiben (utóbbival Screen Actors Guild-díjat nyert), valamint az Utórengés (2012) című katasztrófafilmben.

## Fiatalkora és családja
Apja Dr. Sheldon Roth, pszichiáter, pszichoanalitikus és professzor a Harvard Egyetemen, anyja Cora Roth festő. Több mint ötven rövidfilmet készített testvéreivel, Adammal és Gabe-bel. A diploma megszerzése előtt a Newton South High Schoolba járt, majd 1994-ben a  New York-i Egyetemen szerzett diplomát.

## Magánélete
2014 novemberében vette feleségül Lorenza Izzo chilei színésznőt és modellt, akit a The Green Inferno forgatásán ismert meg. A házaspár 2018 júliusában jelentette be, hogy a válás mellett döntöttek, de megőrzik baráti és szakmai kapcsolatukat. A válást a következő év augusztusában véglegesítették.

## Filmográfia

### Film

#### Rendező, író és producer
| Év   | Magyar cím             | Eredeti cím                         | Feladatkör | Feladatkör | Feladatkör | Megjegyzések                            |
| Év   | Magyar cím             | Eredeti cím                         | Rendező    | Író        | Producer   | Megjegyzések                            |
| ---- | ---------------------- | ----------------------------------- | ---------- | ---------- | ---------- | --------------------------------------- |
| 2002 | Kabinláz               | Cabin Fever                         | Igen       | Igen       | Igen       |                                         |
| 2005 | Motel                  | Hostel                              | Igen       | Igen       | Igen       |                                         |
| 2005 |                        | 2001 Maniacs                        | Nem        | Nem        | Igen       |                                         |
| 2007 | Motel 2.               | Hostel: Part II                     | Igen       | Igen       | Igen       |                                         |
| 2007 |                        | Grindhouse: Thanksgiving            | Igen       | Igen       | Nem        | hamis filmelőzetes                      |
| 2009 |                        | Nation's Pride                      | Igen       | Nem        | Nem        | rövidfilm a Becstelen brigantyk filmben |
| 2010 | Az utolsó ördögűzés    | The Last Exorcism                   | Nem        | Nem        | Igen       |                                         |
| 2012 |                        | Aftershock                          | Nem        | Igen       | Igen       |                                         |
| 2012 | A vasöklű férfi        | The Man with the Iron Fists         | Nem        | Igen       | Koproducer |                                         |
| 2013 |                        | The Green Inferno                   | Igen       | Igen       | Igen       |                                         |
| 2013 | Az utolsó ördögűzés 2. | The Last Exorcism Part II           | Nem        | Nem        | Igen       |                                         |
| 2013 |                        | The Sacrament                       | Nem        | Nem        | Igen       |                                         |
| 2014 |                        | Clown                               | Nem        | Nem        | Igen       |                                         |
| 2014 |                        | The Stranger                        | Nem        | Nem        | Igen       |                                         |
| 2015 | Kopp-kopp              | Knock Knock                         | Igen       | Igen       | Igen       |                                         |
| 2016 |                        | Cabin Fever                         | Nem        | Igen       | Vezető     |                                         |
| 2017 | Baywatch               | Baywatch                            | Nem        | Nem        | Koproducer |                                         |
| 2018 | Bosszúvágy             | Death Wish                          | Igen       | Nem        | Nem        |                                         |
| 2018 | A végzet órája         | The House with a Clock in Its Walls | Igen       | Nem        | Nem        |                                         |
| 2019 | Prédák                 | Haunt                               | Nem        | Nem        | Igen       |                                         |
| 2021 |                        | Fin                                 | Igen       | Nem        | Igen       | dokumentumfilm                          |
| 2023 | Hullaadás              | Thanksgiving                        | Igen       | sztori     | Igen       |                                         |
| 2024 | Borderlands            | Borderlands                         | Igen       | Igen       | Nem        |                                         |

### Színész
| Év   | Magyar cím                        | Eredeti cím                                   | Szerep                                 | Magyar hang         |
| ---- | --------------------------------- | --------------------------------------------- | -------------------------------------- | ------------------- |
| 1999 |                                   | Terror Firmer                                 | megdöbbent bámészkodó                  |                     |
| 1999 |                                   | Thank You, Judge (videóklip)                  | fiúbarát                               |                     |
| 2000 |                                   | Citizen Toxie: The Toxic Avenger IV           | rettegő lakos                          |                     |
| 2002 | Kabinláz                          | Cabin Fever                                   | Justin / Grim                          |                     |
| 2004 |                                   | Tales from the Crapper                        | meleg férfi a partin                   |                     |
| 2005 |                                   | 2001 Maniacs                                  | Justin                                 |                     |
| 2005 | Motel                             | Hostel                                        | amerikai drogos (cameo)                |                     |
| 2007 | Motel 2.                          | Hostel: Part II                               | karóba húzott fej (cameo)              | –                   |
| 2007 | Grindhouse – Halálbiztos          | Death Proof                                   | Dov                                    | Papp Dániel         |
| 2007 |                                   | Grindhouse: Thanksgiving (hamis filmelőzetes) | Tucker / filmelőzetes bemondója        |                     |
| 2009 | Becstelen brigantyk               | Inglourious Basterds                          | Donny "Medve Zsidó" Donowitz őrmester  | Papp Dániel         |
| 2009 | Ne nézz fel!                      | Don't Look Up                                 | Béla Olt                               |                     |
| 2010 | Piranha 3D                        | Piranha 3D                                    | vizespóló-verseny házigazdája (cameo)  | Petridisz Hrisztosz |
| 2012 | Mindörökké Rock                   | Rock of Ages                                  | Stefano (cameo)                        |                     |
| 2012 |                                   | Aftershock                                    | Gringo                                 |                     |
| 2012 | A vasöklű férfi                   | The Man with the Iron Fists                   | klántag (cameo)                        |                     |
| 2014 |                                   | Clown                                         | Frowny a bohóc                         |                     |
| 2018 | A végzet órája                    | The House with a Clock in Its Walls           | Ivan elvtárs                           |                     |
| 2019 | Godzilla II. – A szörnyek királya | Godzilla: King of the Monsters                | vadászpilóta (stáblistán nem szerepel) |                     |
| 2019 |                                   | QT8: The First Eight (dokumentumfilm)         | önmaga                                 |                     |
| 2025 | Mindig eljön az éj                | Night Always Comes                            | Blake                                  | Ficza István        |

### Televízió
| Év        | Magyar cím                    | Eredeti cím                               | Feladatkör | Feladatkör      | Megjegyzések                               |
| Év        | Magyar cím                    | Eredeti cím                               | Rendező    | Vezető producer | Megjegyzések                               |
| --------- | ----------------------------- | ----------------------------------------- | ---------- | --------------- | ------------------------------------------ |
| 2013–2015 | Hemlock Grove                 | Hemlock Grove                             | Igen       | Igen            | próbaepizód rendezője                      |
| 2015      |                               | South of Hell                             | Igen       | Igen            | próbaepizód rendezője                      |
| 2018–2021 | Eli Roth – A horror története | Eli Roth's History of Horror              | Nem        | Igen            | - házigazda - magyar hangja: - Papp Dániel |
| 2021      |                               | Eli Roth Presents: A Ghost Ruined My Life | Nem        | Igen            |                                            |
| 2021      |                               | The Haunted Museum                        | Nem        | Igen            |                                            |

## Fordítás
- Ez a szócikk részben vagy egészben  az   Eli Roth című angol Wikipédia-szócikk fordításán alapul.  Az eredeti cikk szerkesztőit annak laptörténete sorolja fel. Ez a jelzés csupán a megfogalmazás eredetét és a szerzői jogokat jelzi, nem szolgál a cikkben szereplő információk forrásmegjelöléseként.